# Analisi complessa

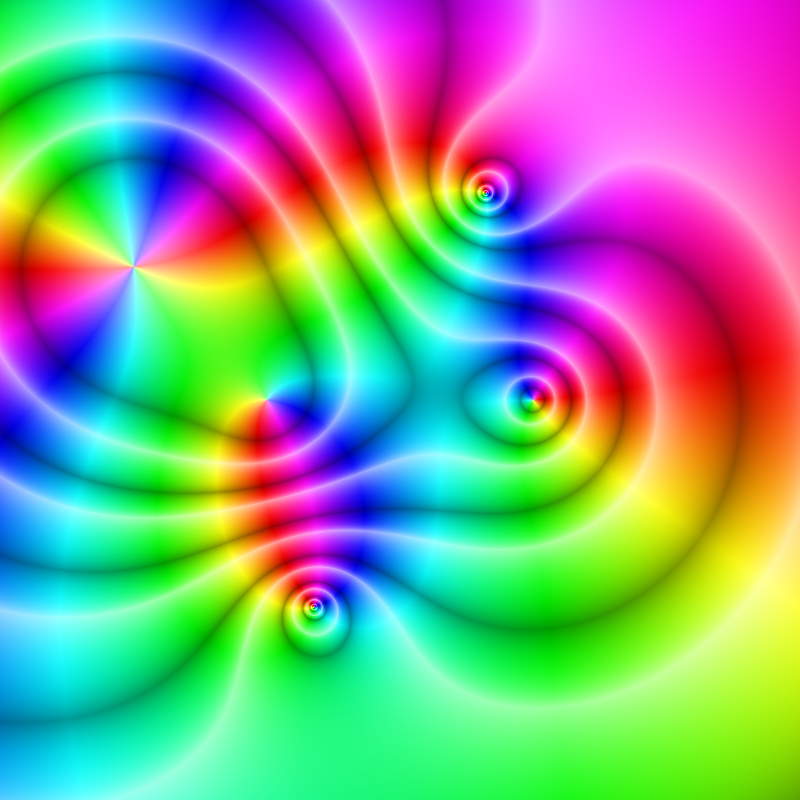
Rappresentazione della funzione complessa La tonalità rappresenta l'argomento della funzione, mentre l'intensità rappresenta il modulo.

L'analisi complessa (più precisamente, la teoria delle funzioni di variabili complesse) è quella branca dell'analisi matematica che applica le nozioni di calcolo infinitesimale alle funzioni complesse, cioè alle funzioni definite che hanno per dominio e codominio insiemi di numeri complessi. 
Protagonista dell'analisi complessa è la funzione olomorfa: una funzione complessa per cui è definita una nozione di derivata, in modo identico a quanto fatto per le usuali funzioni reali. Un'estensione di questo concetto è la funzione meromorfa. L'analisi complessa è estremamente utile in numerose branche della matematica, come ad esempio la teoria dei numeri e la geometria algebrica; ha notevoli applicazioni anche in fisica e in ingegneria.

## Funzioni olomorfe

### Definizione
L'analisi complessa applica le tecniche del calcolo infinitesimale ai numeri complessi. Per fare questo, è necessario modellizzare i numeri complessi nel piano complesso, dotato della usuale topologia euclidea del piano reale. La topologia permette quindi di parlare di successioni, di limiti, di insiemi aperti e chiusi del piano complesso.
L'analisi complessa studia generalmente funzioni di variabile complessa
{\displaystyle f\colon A\to \mathbb {C} }
definite su un aperto {\displaystyle A} del piano complesso {\displaystyle \mathbb {C} }, a valori complessi. In modo del tutto analogo a quanto fatto nel caso reale, una tale funzione è derivabile in senso complesso in un punto se il rapporto incrementale ha limite in quel punto. Se la funzione è derivabile in senso complesso in ogni punto di {\displaystyle A}, essa viene definita funzione olomorfa.

### Relazione con la differenziabilità
Usando l'identificazione di {\displaystyle \mathbb {C} } con {\displaystyle \mathbb {R} ^{2}}, la funzione {\displaystyle f} può essere interpretata come funzione da un aperto di {\displaystyle \mathbb {R} ^{2}} in {\displaystyle \mathbb {R} ^{2}}. Una funzione derivabile in senso complesso è necessariamente differenziabile se interpretata in questo modo. 
Non è vero però l'opposto: la derivabilità in senso complesso è una condizione molto più restrittiva, che implica notevoli conseguenze sul comportamento della funzione.
Si prenda ad esempio la funzione di variabile complessa {\displaystyle f(z)=\mathrm {Re} (z)}. Su {\displaystyle \mathbb {R} ^{2}}, essa coincide con la funzione {\displaystyle f(x,y)=x}, che ammette tutte le derivate direzionali (essendo continue, {\displaystyle f} è differenziabile). Su {\displaystyle \mathbb {C} }, calcolando il limite del rapporto incrementale, si ha invece:
{\displaystyle \lim _{z\rightarrow z_{0}}{\frac {\mathrm {Re} (z-z_{0})}{z-z_{0}}}={\frac {\cos \theta }{\cos \theta +i\sin \theta }}=\cos ^{2}\theta -i\sin \theta \cos \theta ,}
dove {\displaystyle \theta } è l'argomento di {\displaystyle z-z_{0}}. Tale limite non esiste, in quanto dipende dalla direzione con cui ci avviciniamo a {\displaystyle z_{0}}. Pertanto la funzione {\displaystyle \mathrm {Re} (z)} non è derivabile in senso complesso.
La condizione di derivabilità in senso complesso per una funzione {\displaystyle f} differenziabile è sintetizzata nelle equazioni di Cauchy-Riemann, che danno un esempio di quanto la condizione di derivabilità complessa sia più restrittiva:
{\displaystyle {\begin{cases}{\dfrac {\partial u}{\partial x}}={\dfrac {\partial v}{\partial y}}\\{\dfrac {\partial u}{\partial y}}=-{\dfrac {\partial v}{\partial x}},\end{cases}}}
dove {\displaystyle u} e {\displaystyle v} sono due funzioni di variabile reale e a valori reali, definite su {\displaystyle A}, considerato come sottoinsieme di {\displaystyle \mathbb {R} ^{2}}, tali che {\displaystyle f=u+iv.}

### Mappe conformi

La derivata di una funzione olomorfa non costante si annulla solo in alcuni punti isolati. Nel resto del dominio, si comporta come in figura: distorce le curve ma mantiene gli angoli fra queste (nella figura, restano ortogonali).

Un altro esempio delle particolarità di cui gode una funzione derivabile in senso complesso è data dal carattere "conforme" delle funzioni olomorfe con derivata diversa da zero. Infatti, una funzione olomorfa avente derivata ovunque diversa da zero è una mappa conforme: una simile funzione preserva gli angoli, ma non necessariamente le distanze. Questa proprietà è dovuta al fatto che una funzione olomorfa, esattamente come una funzione differenziabile nel caso reale, è localmente approssimabile da una funzione lineare. 
Ma una funzione lineare, nel caso complesso, consiste nella composizione di una moltiplicazione complessa e di una traslazione (quest'ultima rappresentata da una somma): la seconda è un'isometria mentre la prima è sempre una roto-omotetia, ossia la composizione di una rotazione nel piano complesso (un'altra isometria) e di una omotetia. Quindi, tutte e tre le trasformazioni che entrano in gioco nell'approssimazione lineare sono omotetie o isometrie che, componendosi tra di loro, conservano, in particolare, gli angoli (è essenziale, in questo caso, l'ipotesi fatta che la derivata complessa sia diversa da zero: in caso contrario il termine moltiplicativo della funzione lineare, responsabile della roto-omotetia, sarebbe nullo e non in grado di conservare gli angoli).
Allo stesso modo si può constatare un'altra conseguenza: una funzione olomorfa conserva localmente i rapporti tra le distanze; in altre parole, su piccola scala essa è approssimativamente una similitudine. Infatti, la funzione lineare con cui è localmente approssimabile, come abbiamo visto, è la composizione di isometrie e omotetie, tutte funzioni che conservano i rapporti tra le distanze (si ritrova qualcosa di già come noto dalla geometria elementare, lo stretto legame tra la conservazione degli angoli e la conservazione dei rapporti tra le distanze).
Esistono peraltro trasformazioni conformi che non sono olomorfe: si veda l'esempio delle cosiddette funzioni antiolomorfe un esempio delle quali, illustrata più oltre, è la coniugazione complessa. In generale, se {\displaystyle f(z)} è una funzione olomorfa e conforme, la funzione {\displaystyle f({\bar {z}})} (dove {\displaystyle {\bar {z}}} è il complesso coniugato di {\displaystyle z}) è ancora conforme perché ottenuta da {\displaystyle f} mediante composizione con un'isometria, ma non è in generale olomorfa (non sono soddisfatte, ad esempio, le condizioni di Cauchy-Riemann).

### Funzioni armoniche
D'altra parte, la parte reale e la parte immaginaria di una funzione olomorfa sono entrambe funzioni armoniche: alcune proprietà delle funzioni armoniche sono ereditate dalle funzioni olomorfe e, tra queste, quella di non ammettere massimi e minimi locali. 

## Formula di Cauchy
L'ingrediente fondamentale dell'analisi complessa, che non ha analogie nell'analisi reale, è la formula di Cauchy. Questa formula mette in relazione il valore {\displaystyle f(z)} di una funzione olomorfa in un punto con l'integrale di una funzione costruita a partire da {\displaystyle f} lungo una curva semplice chiusa {\displaystyle \gamma } che "circonda" il punto {\displaystyle z}, nel modo seguente:
{\displaystyle f(z)={\frac {1}{2\pi i}}\cdot \oint _{\gamma }{\frac {f(w)}{w-z}}\,\mathrm {d} w.}
Dalla formula di Cauchy seguono molte proprietà delle funzioni olomorfe, che non hanno analogie nell'ambito dell'analisi reale. Alcune di queste proprietà sono descritte brevemente qui sotto.

### Analiticità
Una funzione olomorfa è sempre analitica, ossia è localmente esprimibile come serie di potenze. In altre parole, in ambito complesso l'esistenza della derivata prima è sufficiente a garantire non solo l'esistenza di derivate di ogni ordine, ma anche l'analiticità della funzione. Nessuna delle due conseguenze, in ambito reale, discende dalla sola differenziabilità.

### Teorema di Liouville
Una funzione olomorfa è intera se è definita su tutto il piano complesso. 
Le funzioni intere sono quelle funzioni che in ogni punto hanno una rappresentazione come serie di potenze con raggio di convergenza infinito. Le funzioni intere sono soggette a molte restrizioni. Tra queste, il teorema di Liouville asserisce che una funzione intera non costante non può avere modulo limitato sul piano. 
Non esistono quindi in ambito complesso funzioni come l'arcotangente reale, che siano definite su tutto {\displaystyle \mathbb {C} } ma con modulo uniformemente limitato.

### Teorema del massimo modulo
Per il teorema del massimo modulo, il modulo {\displaystyle |f(z)|} di una funzione olomorfa {\displaystyle f} definita su un aperto {\displaystyle A} non può assumere massimo. Se il dominio {\displaystyle A} è limitato e la funzione {\displaystyle f} è estendibile con continuità alla chiusura di {\displaystyle A}, il modulo ammette massimo su uno dei punti del bordo.

## Esempi di funzioni olomorfe

### Rapporto fra polinomi
Ogni funzione definita a partire dalle quattro operazioni aritmetiche è olomorfa nell'aperto in cui è ben definita. Ad esempio, se {\displaystyle p(z)} e {\displaystyle q(z)} sono due polinomi, la funzione
{\displaystyle f(z)={\frac {p(z)}{q(z)}}}
è olomorfa sull'aperto {\displaystyle A} ottenuto rimuovendo da {\displaystyle \mathbb {C} } i punti corrispondenti alle radici di {\displaystyle q}.

### Funzioni analitiche

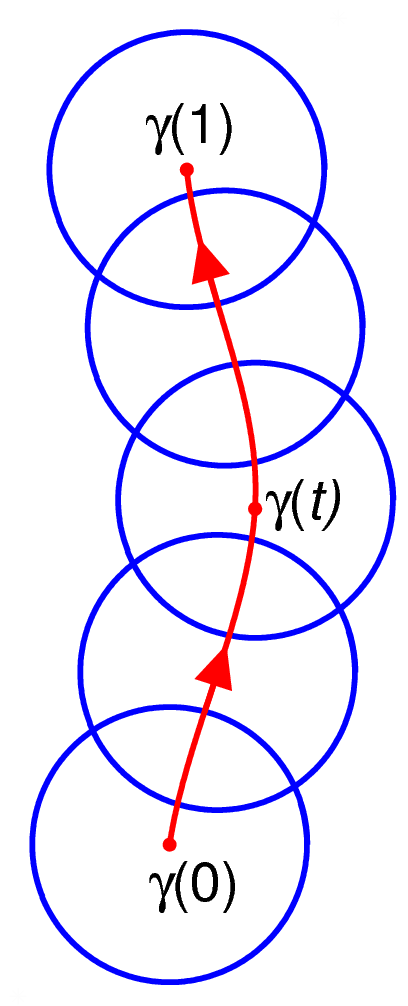
Il prolungamento analitico di una funzione analitica lungo una curva nel piano.

Ogni funzione analitica reale si estende in modo unico a una funzione olomorfa. Il procedimento con cui le funzioni analitiche vengono estese in modo unico è detto prolungamento analitico. In particolare, le funzioni esponenziale, seno, e le altre funzioni trigonometriche sono estensibili in maniera univoca a funzioni olomorfe.

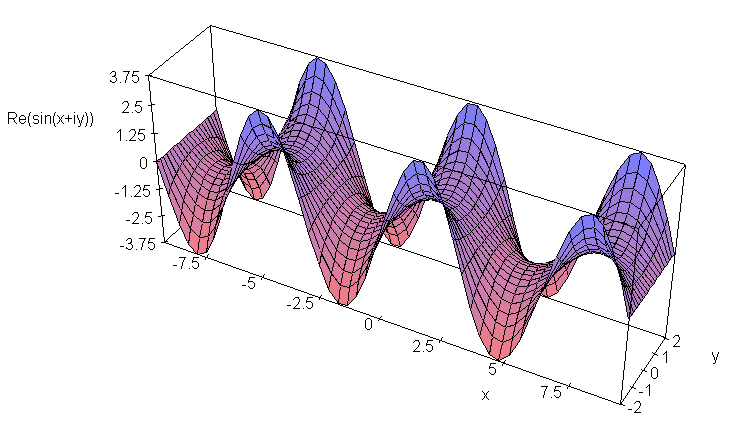
La parte reale del seno complesso in un rettangolo del piano.

Il comportamento delle funzioni esponenziale e seno in ambito complesso è più ricco di quello che "esse evidenziano" in ambito reale. Ad esempio, per il teorema di Liouville, la funzione seno non è limitata nel piano complesso (in contrasto con quanto accade sui reali, ove è limitata tra -1 e 1). Anzi, la funzione seno è suriettiva sui complessi.

### Serie di Laurent
Una serie di Laurent centrata in un fissato punto {\displaystyle c} del piano complesso è una serie del tipo
{\displaystyle f(z)=\sum _{n=-\infty }^{\infty }a_{n}(z-c)^{n}.}
La serie è simile ad una serie di Taylor: l'unica differenza sta nella possibile presenza di termini con esponenti negativi. Come le serie di Taylor, una serie di Laurent può essere convergente in una delimitata zona del piano: in questo caso la zona è un disco o, per la presenza di esponenti negativi, un anello centrato in {\displaystyle c}. Molte funzioni olomorfe sono agevolmente descritte tramite una serie di Laurent (ad esempio, quelle aventi una singolarità isolata in {\displaystyle c}).

### Funzioni non olomorfe
Esempi di funzioni complesse ma non olomorfe sono la coniugazione complessa, il passaggio alla parte reale (o immaginaria) e la funzione  modulo (anche al quadrato).

## Funzioni meromorfe

### Singolarità isolate
Un altro concetto centrale dell'analisi complessa è quello di singolarità isolata. Una funzione olomorfa
{\displaystyle f\colon A\setminus \{z_{0}\}\to \mathbb {C} }
definita su un aperto {\displaystyle A}, meno un suo punto interno {\displaystyle z_{0}}, ha una singolarità isolata in {\displaystyle z_{0}}. Differentemente da quanto accade per le funzioni reali, il comportamento della funzione vicino {\displaystyle z_{0}} è catalogabile in tre tipologie, determinate dal comportamento del modulo {\displaystyle |f(z)|} vicino al punto:
1. Se {\displaystyle |f(z)|} è limitato in un intorno di {\displaystyle z_{0}}, la singolarità è eliminabile: la funzione è estendibile con continuità al punto, e l'estensione è ancora olomorfa.
2. Se {\displaystyle |f(z)|} tende a infinito per {\displaystyle z} tendente a {\displaystyle z_{0}}, la singolarità è un polo.
3. In tutti gli altri casi, {\displaystyle |f(z)|} non ha limite per {\displaystyle z} tendente a {\displaystyle z_{0}}, e la singolarità è detta essenziale.

### Sfera di Riemann
Se la funzione ha in {\displaystyle z_{0}} una singolarità eliminabile, questa si estende ad una funzione olomorfa su {\displaystyle A}. Se ha un polo, è possibile ugualmente estendere la funzione ponendo {\displaystyle f(z)=+\infty }. Il risultato di questa operazione è un nuovo tipo di funzione, detta meromorfa. 
Le funzioni meromorfe si comportano localmente come le funzioni olomorfe: è sufficiente aggiungere al piano complesso il punto {\displaystyle +\infty } tramite la proiezione stereografica. Lo spazio che si ottiene è topologicamente equivalente alla sfera, ed è detto sfera di Riemann. Viene spesso identificato con la retta proiettiva complessa {\displaystyle \mathbb {P} ^{1}(\mathbb {C} )}. Una funzione meromorfa è quindi una particolare funzione
{\displaystyle f\colon A\to \mathbb {P} ^{1}(\mathbb {C} ).}
Con questa costruzione, il punto all'infinito è trattato come tutti gli altri, ed è possibile tradurre molti risultati sulle funzioni olomorfe nel contesto delle funzioni meromorfe. Analoga estensione può essere quindi ammessa sul dominio: {\displaystyle A} è un qualsiasi aperto di {\displaystyle \mathbb {P} ^{1}(\mathbb {C} )}; un tale aperto è un usuale aperto di {\displaystyle \mathbb {C} } oppure tutta la sfera. 
Ad esempio, una trasformazione di Möbius
{\displaystyle f(z)={\frac {az+b}{cz+d}}}
dove {\displaystyle a,b,c,d} sono complessi e
{\displaystyle \det {\begin{pmatrix}a&b\\c&d\end{pmatrix}}\neq 0}
è una funzione meromorfa
{\displaystyle f\colon \mathbb {P} ^{1}(\mathbb {C} )\to \mathbb {P} ^{1}(\mathbb {C} ).}
Tale funzione è anche una corrispondenza biunivoca.

## Biolomorfismi

Il fiocco di neve di Koch è un aperto del piano il cui bordo non è una curva ma un più complicato frattale. Per quanto complicato, questo aperto è biolomorfo al disco aperto.

In matematica, ogni categoria ha i suoi isomorfismi. Nell'ambito dell'analisi complessa, un isomorfismo fra due aperti {\displaystyle A} e {\displaystyle B} di {\displaystyle \mathbb {C} } (e più generalmente, di {\displaystyle \mathbb {P} ^{1}(\mathbb {C} )}) è una funzione
{\displaystyle f\colon A\to B}
che sia olomorfa, iniettiva, suriettiva, e la cui inversa sia anch'essa olomorfa. Una tale funzione è detta biolomorfismo.
Una tappa fondamentale dell'analisi complessa, risolta alla fine del XIX secolo, è stata la classificazione degli aperti semplicemente connessi a meno di biolomorfismo. Sorprendentemente, in {\displaystyle \mathbb {P} ^{1}(\mathbb {C} )} ci sono solo tre aperti semplicemente connessi a meno di biolomorfismo (teorema della mappa di Riemann). Questi sono:
1. il disco aperto {\displaystyle \Delta =\{z\in \mathbb {C} \ |\ |z|<1\}};
2. il piano {\displaystyle \mathbb {C} };
3. la sfera di Riemann {\displaystyle \mathbb {P} ^{1}(\mathbb {C} )}.

Questo risultato è una parte importante del teorema di uniformizzazione di Riemann. In particolare, qualsiasi aperto semplicemente connesso di {\displaystyle \mathbb {C} } che non sia tutto il piano è biolomorfo al disco aperto: non soltanto le parti interne di poligoni come il quadrato, ma anche aperti più complicati come il fiocco di neve di Koch sono biolomorfi al disco aperto.